# Jacob Bekenstein
Jacob David Bekenstein (Città del Messico, 1º maggio 1947 – Helsinki, 16 agosto 2015) è stato un fisico israeliano, di origine messicana.
Ha contribuito alla fondazione della termodinamica dei buchi neri e ad altri aspetti riguardanti la connessione tra l'informazione e la gravitazione.
Al riguardo è riuscito a dimostrare che vi è una massima quantità di informazione che può essere immagazzinata in qualsiasi volume e che questo valore è proporzionale all'area della superficie che racchiude il volume, e non al volume stesso.
Si è laureato presso il Politecnico dell'Università di New York.
È stato professore Polak di fisica teorica presso l'Università Ebraica di Gerusalemme, membro della Academia Nazionale di Scienza d'Israele, e vincitore del premio Rothschild in fisica.
Fu il primo a suggerire che i buchi neri debbano avere una entropia ben definita,. In base a tale teoria, nel 1974 Stephen Hawking ipotizzò che i buchi neri possano emettere, per fenomeni quantistici, una radiazione termica  oggi nota come radiazione di Hawking.
Ha insegnato astrofisica e cosmologia al Racah Institute of Physics dell'Università Ebraica di Gerusalemme.
Ha collaborato con John Wheeler e altri famosi scienziati.